# Долонник яскравозелений
Долонник яскравозелений (Palamocladium euchloron) — вид мохів порядку гіпнобрієвих (Hypnales).

## Поширення
Ареал охоплює такі частини світу: Європа, Азія.